# Градишче при Штјаку
Градишче при Штјаку (словен. Gradišče pri Štjaku, итал. Gradisca di San Giacomo) је насељено место у општини Сежана, Обално-крашка регија, Словенија.

## Историја
До територијалне реорганизације у Словенији било је у саставу старе општине Сежана.

## Становништво
У попису становништва из 2011. године, Градишче при Штјаку је имало 2 становника.
| Број становника према пописима | Број становника према пописима | Број становника према пописима |
| ------------------------------ | ------------------------------ | ------------------------------ |
| 1991                           | 2002                           | 2011                           |
| 9                              | 6                              | 2                              |

Напомена: До 1953. исказивано под именом Градишче.